# زبان ارانی
زبان ارانی، زبان باستان مردم اران (جمهوری آذربایجان کنونی) است.
استرابو به بیست و شش زبان (γλῶτται) اشاره می‌کند که در آلبانیا صحبت می‌شده است. این زبان‌ها شامل  شکل های بسیاری از شرق قفقاز و زبان‌های هندو-اروپایی می شود.
کلیفورد ادموند باسورث در این مورد می‌گوید: «در ناحیه شمال رود ارس از قرار معلوم ایرانیان به زبانی که مدت درازی در اران باقی‌مانده که ابن حوقل آن را الاَرانی نامیده‌است سخن می‌گفتند». باسورث به استناد گفته اصطخری، ابن حوقل و مقدسی  می‌نویسد که زبان ارانی در قرن ۴ هجری/۱۰ میلادی در بردعه یا برذعه (پایتخت آن موقع اران) صحبت می‌شده است.
ابواسحاق ابراهیم اصطخری  در کتاب خود المسالک و الممالک را در پایان نیمهٔ اول سدهٔ ۴ه‍.ق/۱۰م نوشته‌است و در آن زبان مردم آذربایجان و ارمنستان (بجز اردبیل و پیرامون آن) و ارّان را ایرانی (الفارسیه) ذکر می‌کند و زبان مردم بردعه را ارّانی می‌داند.
به گفته ریچارد فرای در قرن ۷ میلادی جمعیت اران بزرگ کاملاً مخلوط شده بود و به سختی می‌توان از ملت مشخص صحبت کرد، با وجود این اصطخری و ابن حوقل می‌نویسند که الرانیه زبانی بوده‌است که در قرن ۴ ه ق / ۱۰ میلادی هنوز در برذعه بدان تکلم می‌شد.
مهدی مرعشی می‌نویسند: «اصطخری (نیمه قرن ۱۰ میلادی) در کتاب المسالک و الممالک و مقدسی در کتاب احسن التقاسیم این زبان را زبان مردم بردعه در قفقاز ذکر کرده‌اند. مقدسی می‌گوید این زبان از لحاظ آوایی به زبان اهل خراسان نزدیک است».